# Mont Steller
El mont Steller és un estratovolcà que es troba a la península d'Alaska, a l'estat d'Alaska, Estats Units. El cim s'eleva fins als 2.272 msnm. Es troba a l'extrem d'una cadena volcànica, entre el mont Denison i el mont Kukak, en un sector completament cobert per glaceres i molt remot del Parc Nacional de Katmai.
Es desconeix quan fou la darrera erupció, però es creu que va tenir lloc durant l'Holocè. Duu el nom en record del botànic, zoòleg, metge i explorador alemany Georg Wilhelm Steller, que viatjà junt a Vitus Bering per la zona el 1741.